# Kasba Music
Kasba Music és un segell discogràfic independent i estudi de gravació fundat el 2004 a Barcelona pel músic Joni D i la seva companya Amparo Martín, inspirats per algunes discogràfiques contraculturals com Tralla Records i Esan Ozenki, i després del treball durant sey anys amb Hace Color, l'agència de contractació responsable de la gira conjunta de Fermin Muguruza i Manu Chao del 2003.

## Història
El primer disc publicat per Kasba Music va ser Made in Barna de La Kinky Beat, que palesa el compromís amb el mestissatge i la fusió musical de l'anomenat «so Barcelona» que van difondre posteriorment grups com Cheb Balowski, Zulú 9.30, La Pegatina, Bongo Botrako, Muyayo Rif o La Banda del Panda, entre d'altres, amb una línia estilística comuna.
Al llarg de la seva trajectòria, Kasba Music també ha publicat, a través dels subsegells New Beats, dedicat a les músiques amb sons més electrònics, i Rock de Kasba «discos per a trencar tabús i etiquetes periodístiques» de rap, hardcore punk, cançó d'autor, flamenc i estils musicals diversos. Entre les més de dues-centes referències del la discogràfica, hi figuren discos de Pixamandúrries, Color Humano, Ratpenat, Manolo Kabezabolo, Lágrimas de Sangre, Ginestà, KOP, Maniática, Ràbia Positiva o Ratpenades.
El 2024, amb motiu del seu vintè aniversari, Kasba Music va publicar una col·lecció especial d'onze LP que recullen enregistraments inèdits, discos històrics i recopilacions especials. El primer llançament, al gener, va ser el directe de Fermin Muguruza Kontrabanda de la gira «Komunikazioa Tour» enregistrat a la Sala Apolo de Barcelona el 21 de gener del 2004.